# Gabriel Martina
Gabriel Martina (Buenos Aires, 2 de septiembre de 1982) es un modelo y actor argentino que ha desarrollado su carrera en Chile. En su país natal fue conocido por participar en el reality show Soñando por bailar de Ideas del Sur. También, por participar en el reality show "Fama" transmitido en el año 2007.

## Carrera
Gabriel Martina estudió actuación con Lito Cruz. En 2005 dejó su país natal para trabajar en Santiago de Chile, donde trabajó como modelo publicitario hasta poder llegar a la televisión. 
En 2007 participó en un reality de baile llamado Fama y luego durante 2 años formó parte de Yingo, programa juvenil chileno donde además incursionó como conductor, notero y bailarín. En el 2010 hace una participación en Teatro en Chilevisión, del cual vuelve a participar en 2012 y 2014.
En el 2011, ingresa a Soñando por bailar, reality de Ideas del Sur cuyo premio consistía en formar parte del programa de Marcelo Tinelli (Bailando por un sueño), oportunidad que lo trajo de regreso a la Argentina, donde logró ser uno de los 22 participantes, y el tercer finalista del certamen. En el año 2012 vuelve a Chile y se suma al programa juvenil de TVN, Calle 7
En el año 2013 se incorpora al programa "No Eres Tú Soy Yo", que trata temas sobre la vida sentimental y sexual de las parejas chilenas de Zona Latina. Además, ese mismo año estrena "Perros", obra teatral de streaptease, de la cual es uno de los protagonistas y lo lleva a participar como actor en la serie Las Vega's junto al elenco de la obra.
En 2014 protagoniza la obra "El amor de Eloy" dirigida por Christián Villareal en el Teatro "La Comedia de Santiago".
En 2015 es bailarín de la versión realizada por José María Muscari de la obra "La jaula de las locas", montada en la Sala Armando Discépolo de La Plata.
En 2016, nuevamente en Chile, es rostro de la señal de cable chileno "Bang TV", presentando diariamente el programa musical "Puro Hit" y el programa semanal "Comilones" junto a Joche Bibbó.
En 2019 participa en el reality Chileno "Resistiré", coproducción con MTV y Azteca 7

## Filmografía

### Programas de televisión
| Año       | Programa           | Rol                              | Canal              |
| --------- | ------------------ | -------------------------------- | ------------------ |
| 2005      | Susana Giménez     | Participante (Hombre Ideal 2005) | Telefe             |
| 2007      | Fama               | Participante - 7°eliminado       | Canal 13 Chile     |
| 2007      | Susana Giménez     | Bailarín (El Circo de Susana)    | Telefe             |
| 2007-2008 | Yingo              | Integrante - Finalista           | CHV                |
| 2009      | Gigantes con Vivi  | Modelo                           | Canal 13 Chile     |
| 2010      | Yingo              | Integrante                       | CHV                |
| 2011      | Soñando por bailar | Participante - 3° Puesto         | El Trece           |
| 2012      | Calle 7            | Integrante - Abandono Voluntario | TVN                |
| 2013-2014 | No eres tú, soy yo | Guardia                          | Zona Latina        |
| 2016      | Puro Hit           | Presentador                      | Bang TV            |
| 2016      | Comilones          | Co-presentador                   | Bang TV            |
| 2019      | Resistiré          | Participante                     | Mega MTV TV Azteca |

### Series de televisión

#### Papeles episódicos
| Año  | Serie                      | Personaje          | Notas                                 |
| ---- | -------------------------- | ------------------ | ------------------------------------- |
| 2010 | Teatro en CHV              |                    | Episodio: "Matrimonio puertas afuera" |
| 2012 | Infieles                   | Benjamín Peres     | Episodio: "Buscando a papá"           |
| 2012 | Teatro en CHV              |                    | Episodio: "Asesórame la imagen"       |
| 2013 | Las Vega's                 | Pibe               | 4 episodios                           |
| 2014 | Teatro en CHV              |                    | Episodio: "Papá a dos bandas"         |
| 2014 | Valió la pena              | Álex               | 1 episodio                            |
| 2016 | Los ricos no piden permiso | Abogado de Agustín | 1 episodio                            |

### Cortometrajes

#### Vídeos comerciales
| Compañía                 | Año  | País      |
| ------------------------ | ---- | --------- |
| Gatorade Fierce          | 2005 | Argentina |
| Ron Estelar              | 2006 | Perú      |
| Viva                     | 2006 | Bolivia   |
| La Polar                 | 2006 | Chile     |
| Té Supremo               | 2006 | Chile     |
| La Tercera               | 2006 | Chile     |
| Canada Dry Ginger        | 2007 | Chile     |
| Entel                    | 2007 | Chile     |
| Gel Gillette Prestobarba | 2007 | Argentina |
| Ego Gel                  | 2011 | Ecuador   |
| Pronto Shake             | 2012 | Argentina |
| Škoda Octavia            | 2013 | Rusia     |
| Bigtime                  | 2014 | Chile     |
| Falabella                | 2017 | Chile     |

#### Vídeos musicales
| Año  | Canción       | Artista      | Director |
| ---- | ------------- | ------------ | -------- |
| 2013 | «Me imagino»  | Simoney      |          |
| 2015 | «Dímelo»      | Bárbara Vos  |          |
| 2019 | «Desaparecer» | Fede Farrell |          |

### Teatro
| Año  | Obra                  | Director            | Teatro                     | Lugar    |
| ---- | --------------------- | ------------------- | -------------------------- | -------- |
| 2013 | Perros                | Christián Ocaranza  | Teatro Mori Plaza Vespucio | Santiago |
| 2014 | El amor de Eloy       | Christián Villareal | Teatro La Comedia          | Santiago |
| 2015 | La jaula de las locas | José María Muscari  | Sala Armando Discépolo     | La Plata |
| 2024 | Bajo terapia          | Alejandro Vales     | Teatro 8                   | Miami    |

## Radio
| Año  | Obra          | Director    | Teatro   |
| ---- | ------------- | ----------- | -------- |
| 2011 | Caraduras 2.0 | Coconductor | Radio LK |

## Vida personal
Gabriel vivió con su familia en el barrio porteño de Caballito hasta los 22 años que decidió irse a vivir a Santiago de Chile.
Durante dos años fue pareja de Andrea Dellacasa.
En diciembre de 2008, comenzó una relación con la también modelo argentina Romina Ansaldo (Amor a prueba), dicha relación se hizo conocida ya que en el reality show argentino Soñando por bailar Gabriel le fue infiel. Entre idas y vueltas la pareja duró 5 años conviviendo en Chile, México (2009) y Argentina (2011).
En abril de 2012 regresó a Santiago de Chile, donde compartió casa con su mejor amigo, Agustín Pastorino.
A principios de 2014 empezó una relación a distancia con la modelo Teresa Kuster. (Miss Argentina Mundo 2013) Hasta 2021 que concluyó la relación.
En 2019 participó en el reality chileno Resistiré, coproducción con MTV. En este su novia Tere Kuster le fue infiel con otro participante (Fede Farrel), provocando su ingreso al show televisivo para confrontarlo.